# Heinrich Stubbe
Heinrich Johannes Wilhelm Stubbe (* 21. Januar 1864 in Grevesmühlen; † 30. Januar 1941 in Hamburg) war ein deutscher Politiker, Hamburger Bürgerschaftsabgeordneter und Senator (SPD).

## Leben

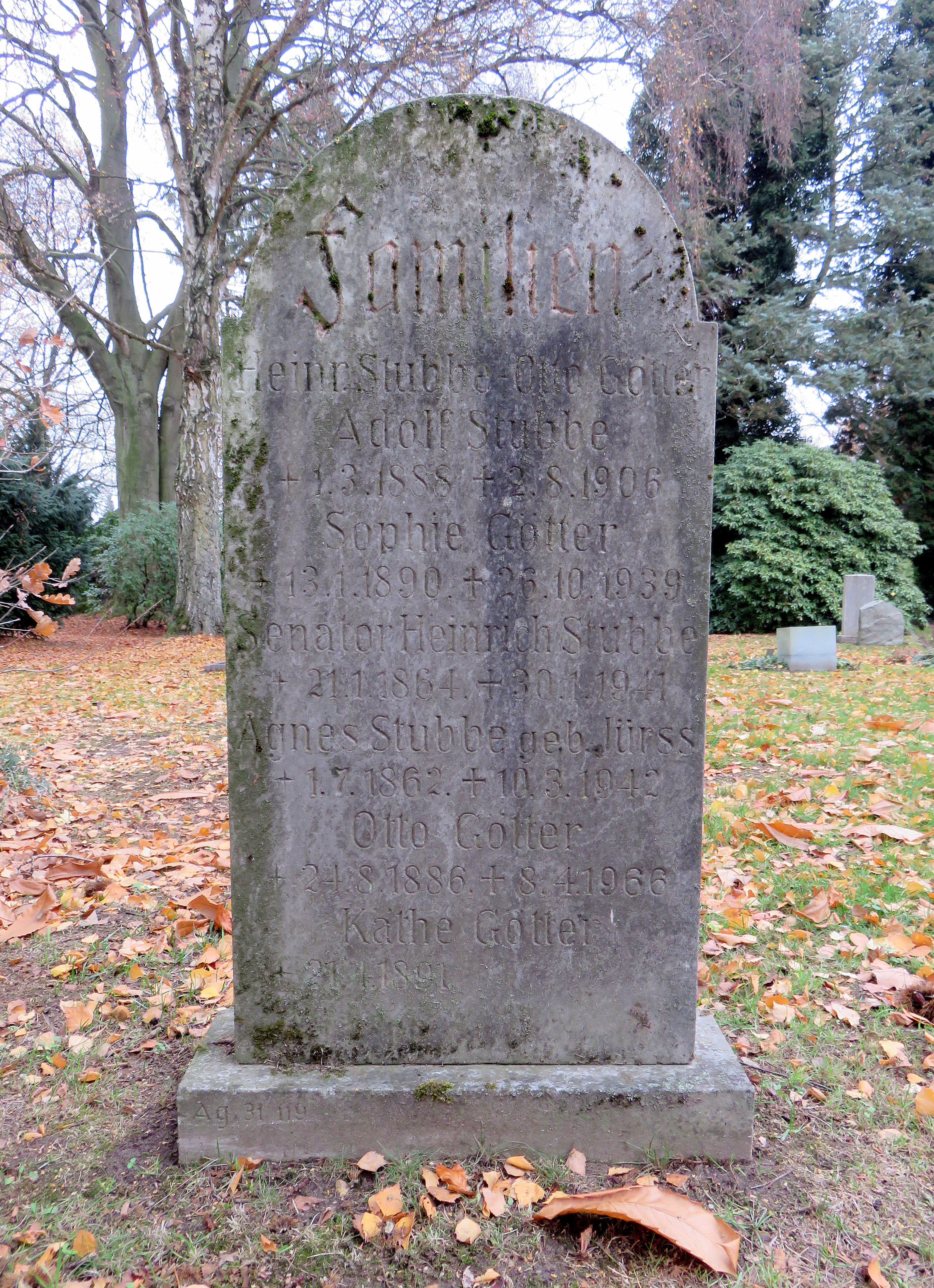
Grab Heinrich Stubbe auf dem Friedhof Ohlsdorf

Heinrich Stubbe verbrachte seine Schul- und Lehrzeit als Tischler in Grevesmühlen. Er kam 1883 nach Hamburg und war bis 1894 Tischlergeselle. Von 1890 bis 1931 gehörte Stubbe zum Vorstand der SPD Landesorganisation Hamburg und leitete sie von 1906 bis 1919 als Vorsitzender. Er engagierte sich bis 1906 im Holzarbeiterverband und war von 1894 bis 1906 Geschäftsführer der Verbandszeitung. Ab 1906 arbeitete Stubbe ein Jahr als Angestellter der Kranken- und Sterbekasse  der Tischler. 1907 wurde Stubbe (bezahlter) Parteisekretär der SPD in Hamburg.
1904 wurde Stubbe für die SPD in die Hamburger Bürgerschaft gewählt, der er bis 1931 angehörte. Von Januar 1915 bis November 1918 war Stubbe Mitglied des Reichstages. Er war in einer Nachwahl im Reichstagswahlkreis Freie und Hansestadt Hamburg 3 gewählt worden. Vom 28. März 1919 bis zum 15. September 1931 gehörte Stubbe dem Hamburger Senat an. Er musste sein Amt wegen einer Senatsverkleinerung aufgeben. 1919 war er bei der Polizeibehörde, der Behörde für das Auswanderwesen sowie der Landherrenschaft tätig. Während seiner Tätigkeit im Senat bekleidete er die Position des Landherren, womit er für die Belange des Hamburger Landgebietes zuständig war, das damals vor allem Bergedorf, Cuxhaven, Geesthacht und die Vier- und Marschlande umfasste. Er war 1925 als Polizeiherr tätig, bis Adolph Schönfelder ihn zum 1. Januar 1926 ablöste. 1931 ging er in den Ruhestand.
Heinrich Stubbe wurde auf dem Ohlsdorfer Friedhof in Hamburg im  Planquadrat AG 31 nördlich von Kapelle 6 beigesetzt.

## Ehrungen
- 1931 wurde Stubbe mit der Bürgermeister-Stolten-Medaille, der höchsten Auszeichnung der Stadt Hamburg, ausgezeichnet.
- Nach Stubbe wurde 1946 der Heinrich-Stubbe-Weg in den Vierlanden benannt. Er liegt in den Stadtteilen Kirchwerder und Neuengamme. Die im Zuge der Straße über die Gose-Elbe führende Brücke erhielt 1961 ebenfalls seinen Namen.[4]